# Kathleen Slay
Kathleen Elizabeth Slay (Plano, 4 novembre 1991) è una pallavolista statunitense.
Gioca nel ruolo di centrale nel Dresdner Sportclub 1898.

## Carriera
La carriera di Kathleen Slay inizia a livello scolastico, quando entra a far parte della squadra della Wakefield High School; parallelamente entra a far parte anche delle selezioni giovanili statunitensi, aggiudicandosi la medaglia d'oro al campionato nordamericano Under-20 2008. Al termine delle scuole superiori, gioca anche a livello universitario, entrando a far parte della squadra della Pennsylvania State University, con la quale prende parte alla NCAA Division I dal 2010 al 2013, aggiudicandosi due titoli e raccogliendo qualche riconoscimento individuale.
Nella stagione 2014-15 inizia la carriera professionistica nella Ligue A francese, difendendo i colori del Vannes Volley-Ball, mentre nella stagione seguente si trasferisce in Germania al Dresdner Sportclub 1898, prendendo parte alla 1. Bundesliga.

## Palmarès

### Club
- NCAA Division I: 2

2010, 2013

### Nazionale (competizioni minori)
- Campionato nordamericano Under-20 2008

### Premi individuali
- 2011 - All-America Second Team
- 2012 - All-America Second Team
- 2013 - All-America Third Team
- 2013 - NCAA Division I: Seattle National All-Tournament Team